# Nekrolog 1596
Nekrolog
◄◄
| ◄
| 1592
| 1593
| 1594
| 1595
| 1596 | 1597 | 1598 | 1599 | 1600 | ► | ►►
Weitere Ereignisse | Allgemeiner Nekrolog 1596
Die Beschreibung der verstorbenen Person sollte so kurz wie möglich gehalten sein und nur deren signifikante Tätigkeit(en) enthalten.
Neue Namen ggf. auch unter dem Geburts- und Sterbedatum, also etwa unter 1. Januar und im Geburts- und Sterbejahr (2024) eintragen (nur bei entsprechender großer Wichtigkeit). Für Beispiele siehe die schon vorhandenen Artikel.
Außerdem über die fünf zuletzt Verstorbenen, zu denen es einen ausreichend guten Artikel für eine Präsentation auf der Hauptseite gibt, nach der todesbedingten Überarbeitung der Artikel ggf. auch unter Wikipedia Diskussion:Hauptseite informieren und sie am besten auch in den anderen Wikipedia-Sprachversionen eintragen. Tipp: Regelmäßig bei news.google.de nach „ist tot“, „gestorben“ oder „verstorben“ suchen.
Wenn eine Person gestorben ist, gibt es viele Seiten zu dieser Person in der Wikipedia, die davon auch betroffen sind und entsprechend aktualisiert werden müssen. Beispiele: Namenübersichtsseite, Geburtsjahr, Geburtsort-Seiten und viele mehr.
Wie finde ich die betroffenen Seiten?
Im Suchfeld auf der linken Seite gibt man den Suchbegriff so ein: „Vorname Nachname“. Dann klickt man auf Volltext und alle Seiten mit entsprechendem Suchtext werden aufgerufen. Hier sieht man dann schnell, wo auch das Todesjahr Sinn macht oder sogar ein Teil des Artikels angepasst werden muss. Auch hilft das „Werkzeug“ auf der linken Seite sehr gut, um solche Seiten aufzufinden: „Links auf diese Seite“. Somit ist die Wikipedia wieder aktuell in allen Bereichen! Hinweis: bei Eintragung der Kategorie „Gestorben JAHR“ wird der Missbrauchsfilter 49 ausgelöst, was jedoch nicht schlimm ist. Siehe: Spezial:Missbrauchsfilter/49
Dies ist eine Liste von im Jahr 1596 verstorbenen bekannten Persönlichkeiten. Die Einträge erfolgen innerhalb der einzelnen Daten alphabetisch sortiert. Tiere sind im Nekrolog für Tiere zu finden.

## Januar
| Tag        | Name                   | Beruf, bekannt als                                                        | Alter | Beleg |
| ---------- | ---------------------- | ------------------------------------------------------------------------- | ----- | ----- |
| 4. Januar  | Cristóbal de Mondragón | spanischer Armeeführer im Achtzigjährigen Krieg                           |       |       |
| 20. Januar | Lambert Ludolph Helm   | niederländischer Humanist und lateinischer Dichter                        | 60    |       |
| 21. Januar | Johannes Ligarius      | lutherischer Theologe, Reformator und Konfessionalist                     |       |       |
| 28. Januar | Francis Drake          | englischer Freibeuter, Entdecker, Admiral, erster englischer Weltumsegler |       |       |

## Februar
| Tag         | Name                  | Beruf, bekannt als                                                 | Alter | Beleg |
| ----------- | --------------------- | ------------------------------------------------------------------ | ----- | ----- |
| 7. Februar  | Georg I.              | Landgraf von Hessen-Darmstadt                                      | 48    |       |
| 10. Februar | Peter Gropper         | römisch-katholischer Theologe und Mystiker                         |       |       |
| 15. Februar | Ludwig von Berlaymont | Theologe und zweiter Fürsterzbischof von Cambrai                   | 53    |       |
| 17. Februar | Friedrich Sylburg     | deutscher Gräzist                                                  |       |       |
| 22. Februar | Angelo Giustiniani    | genuesischer römisch-katholischer Geistlicher und Bischof von Genf |       |       |
| 27. Februar | Georg Lysthenius      | Reformator und Theologe                                            | 63    |       |
| 29. Februar | Philippe Rogier       | franco-flämischer Komponist der Renaissance                        |       |       |

## März
| Tag      | Name                 | Beruf, bekannt als                                                                                                 | Alter | Beleg |
| -------- | -------------------- | --- | ----- | ----- |
| 15. März | Valentin Boxberger   | Hofbeamter des Grafen von Henneberg und kurfürstlich-sächsischer und fürstlich-sächsischer Amtmann und Landrichter | 57    |       |
| 15. März | Johann Georg Volkmar | deutscher lutherischer Theologe                                                                                    | 28    |       |
| 27. März | Friedrich IV.        | Herzog von Liegnitz, zeitweise auch Herzog von Haynau                                                              | 43    |       |
| 31. März | Francesco Ciceri     | italienischer Humanist und Hochschullehrer                                                                         |       |       |

## April
| Tag       | Name                      | Beruf, bekannt als                                    | Alter | Beleg |
| --------- | ------------------------- | ----------------------------------------------------- | ----- | ----- |
| 2. April  | Lucas Luidtke             | evangelischer Theologe in Havelberg                   |       |       |
| 3. April  | Koca Sinan Pascha         | osmanischer Feldherr und Politiker                    |       |       |
| 4. April  | Philipp II.               | Herzog des Fürstentums Grubenhagen                    | 62    |       |
| 10. April | Daniel Arcularius         | deutscher evangelischer Theologe und Hochschullehrer  | ~56   |       |
| 11. April | Ludolf X. von Alvensleben | deutscher Staatsmann                                  |       |       |
| 22. April | Meinhard von Schönberg    | kurpfälzischer Feldmarschall und Amtmann zu Bacharach | 65    |       |

## Mai
| Tag     | Name                        | Beruf, bekannt als                            | Alter | Beleg |
| ------- | --------------------------- | --------------------------------------------- | ----- | ----- |
| 6. Mai  | Giaches de Wert             | flämischer Komponist der Renaissance          |       |       |
| 7. Mai  | Hans Donauer der Ältere     | deutscher Maler                               |       |       |
| 12. Mai | Johann Philipp von Hohensax | Schweizer Adliger                             |       |       |
| 17. Mai | Madeleine de L'Aubespine    | französische Dichterin und Übersetzerin       | 49    |       |
| 27. Mai | Pellegrino Tibaldi          | italienischer Maler                           |       |       |
| 29. Mai | Filippo Sega                | italienischer Geistlicher                     | 58    |       |
| 31. Mai | John Leslie                 | schottischer Geistlicher und Bischof von Ross | 68    |       |
| Mai     | Hryhorij Loboda             | Hetman der Ukraine                            | 39    |       |
| Mai     | Andreas Walther III         | deutscher Bildhauer der Renaissance           |       |       |

## Juni
| Tag  | Name                    | Beruf, bekannt als                          | Alter | Beleg |
| ---- | ----------------------- | ------------------------------------------- | ----- | ----- |
| Juni | Giovanni Battista Mosto | Komponist und Posaunist der Spätrenaissance |       |       |

## Juli
| Tag      | Name                          | Beruf, bekannt als                             | Alter | Beleg |
| -------- | ----------------------------- | ---------------------------------------------- | ----- | ----- |
| 19. Juli | Francis Knollys               | englischer Minister unter Elisabeth I.         |       |       |
| 23. Juli | Henry Carey, 1. Baron Hunsdon | englischer Höfling und Cousin von Elisabeth I. | 70    |       |

## August
| Tag        | Name             | Beruf, bekannt als                                           | Alter | Beleg |
| ---------- | ---------------- | ------------------------------------------------------------ | ----- | ----- |
| 22. August | Johannes Magirus | deutscher Mediziner, Physiker, Philosoph und Hochschullehrer |       |       |
| 23. August | Willem de Witt   | Dordrechter Patrizier und Bürgermeister                      | 80    |       |
| August     | George Gower     | englischer Maler                                             |       |       |

## September
| Tag           | Name                                 | Beruf, bekannt als                                                    | Alter | Beleg |
| ------------- | ------------------------------------ | --------------------------------------------------------------------- | ----- | ----- |
| 2. September  | Siegfried Sack                       | deutscher Theologe der Reformation und Domprediger am Magdeburger Dom | 69    |       |
| 9. September  | Anna Jagiellonica                    | polnische Königin                                                     | 72    |       |
| 14. September | Francisco Toledo                     | Kardinal der römisch-katholischen Kirche                              | 63    |       |
| 15. September | Leonhard Rauwolf                     | deutscher Botaniker und Arzt                                          |       |       |
| 29. September | Margaret Clifford, Countess of Derby | englische Adlige                                                      |       |       |
| September     | Pieter Dirkszoon Keyser              | niederländischer Navigator                                            |       |       |

## Oktober
| Tag         | Name              | Beruf, bekannt als                                                  | Alter | Beleg |
| ----------- | ----------------- | ------------------------------------------------------------------- | ----- | ----- |
| 3. Oktober  | Florent Chrestien | französischer Humanist, Altphilologe, Schriftsteller und Übersetzer | 56    |       |
| 18. Oktober | Hermann tom Ring  | deutscher Maler                                                     | 75    |       |
| 30. Oktober | Johannes Roder    | deutscher Zisterzienserabt des Klosters Himmerod                    |       |       |

## November
| Tag          | Name                             | Beruf, bekannt als                                               | Alter | Beleg |
| ------------ | -------------------------------- | ---------------------------------------------------------------- | ----- | ----- |
| 1. November  | Pierre Pithou                    | französischer Anwalt und Gelehrter                               | 57    |       |
| 5. November  | Andreas von Jerin                | Bischof von Breslau                                              |       |       |
| 20. November | Caspar II. Thoma                 | deutscher Benediktinerabt                                        |       |       |
| 24. November | Adam II. von Neuhaus             | böhmischer Adliger, Oberstkanzler von Böhmen und Prager Burggraf |       |       |
| 24. November | Bernhard von Anhalt              | Oberst des Obersächsischen Reichskreises                         | 25    |       |
| 28. November | Hieronymus Beck von Leopoldsdorf | österreichischer Adliger und Gelehrter                           |       |       |

## Dezember
| Tag          | Name             | Beruf, bekannt als                               | Alter | Beleg |
| ------------ | ---------------- | ------------------------------------------------ | ----- | ----- |
| 8. Dezember  | Luis de Carvajal | spanischer Kaufmann und Dichter                  |       |       |
| 9. Dezember  | Mathias Gastritz | deutscher Organist und Komponist der Renaissance |       |       |
| 12. Dezember | Andreas Fulda    | deutscher Philologe und lutherischer Theologe    | 62    |       |
| 20. Dezember | Paolo Fiammingo  | flämischer Maler                                 |       |       |
| 22. Dezember | Rochus zu Lynar  | italienischer Festungsbaumeister und Militär     | 70    |       |
| 30. Dezember | Emmanuel Sá      | portugiesischer Theologe, Priester und Lehrer    |       |       |

## Datum unbekannt
| Tag | Name                             | Beruf, bekannt als                                         | Alter | Beleg |
| --- | -------------------------------- | ---------------------------------------------------------- | ----- | ----- |
|     | Adam                             | polnischer Maler                                           |       |       |
|     | Axlar-Björn                      | isländischer Serienmörder                                  |       |       |
|     | Andrea Bertoletti                | Architekt und Hofbaumeister                                |       |       |
|     | Jean Bodin                       | französischer Staatsphilosoph und Hexentheoretiker         |       |       |
|     | Maurice Bouguereau               | französischer Drucker, Buchhändler, Kartograf und Verleger |       |       |
|     | Hans Christoph von Gemmingen     | Grundherr in Liebenfels                                    |       |       |
|     | Katarina Hansdotter              | Mätresse von König Johann III.                             |       |       |
|     | Hattori Hanzō                    | japanischer Ninja                                          |       |       |
|     | Daniel Heintz der Ältere         | Schweizer Bauingenieur und Architekt                       |       |       |
|     | Isaak Keller                     | Schweizer Mediziner                                        |       |       |
|     | Juan Latino                      | spanischer Professor für Latein und Dichter                |       |       |
|     | Mangthö Ludrub Gyatsho           | tibetisch-buddhistischer Gelehrter                         |       |       |
|     | Jeanne du Monceau de Tignonville | Mätresse des französischen Königs Heinrich IV.             |       |       |
|     | No Keo Kuman                     | König von Lan Xang                                         |       |       |
|     | George Peele                     | englischer Dramatiker                                      |       |       |
|     | Tham Pflug                       | kursächsischer Politiker                                   |       |       |
|     | Blaise de Vigenère               | französischer Diplomat und Kryptograf                      |       |       |
|     | Anna Wecker                      | deutsche Dichterin und Verfasserin eines Kochbuchs         |       |       |
|     | Johannes Wittich                 | deutscher Arzt und Autor                                   |       |       |